# Lisa Carducci
Pour les articles homonymes, voir Carducci.
Lisa Carducci (née à Montréal le 22 mai 1943) est une poétesse, romancière, nouvelliste et sinologue québécoise contemporaine d'origine italienne. La plus grande partie de ses œuvres concerne la Chine ou en est inspirée.

## Biographie
Née le 22 mai 1943 à Montréal, Lisa Carducci a enseigné le français, le théâtre, l'italien et l'histoire pendant trente ans. L’écrivaine, qui se sent tiraillée entre ses origines italiennes et canadienne,, s’installe finalement en République populaire de Chine en 1991, à l'âge de 48 ans, et défend depuis le régime contre les critiques occidentales.
Elle y a enseigné pendant deux ans à son arrivée, puis y a travaillé pour la télévision centrale de Chine (CCTV) et enfin pour la revue Beijing Information.
Elle est récipiendaire en 2001 de la Médaille de l'amitié octroyée par le gouvernement chinois et jouit de la résidence permanente en Chine depuis 2005.

## Œuvres

### Poésie
- Poèmes urbains, Montréal, à compte d’auteur, 2021, 126 p.
- Ces années-là, Montréal : Éditions du Noroît, 2017, 64 p.  (ISBN 9782897660857)
- Avec mais sans toi, Trois-Rivières : Écrits des Forges, 2013, 57 pages.  (ISBN 978-2-8964-5239-2)
- Voyage, Lyon, Ville de Lyon, 2006,  (ISBN 2-9519696-8-6)
- Dossier Poésie chinoise contemporaine, Estuaire, no. 110, automne 2002, p. 25-73,  (ISSN 0700-365X)
- Pays inconnu / Paese sconosciuto, Ottawa : David, 2002, 89 p.  (ISBN 2-922109-66-6)
- Poesia e cultura / Poésie et culture, Trento : Edizioni Universum, 2000, 160 p.
- Dérives (illustrations, Du Jin Su), Lachenaie, Édition d'art La Sauvagine Québec, Collection Verbe ; no 4, 1996, 101 p.  (ISBN 2-9804419-7-X)
- Les ailes mouillées des oiseaux, S.-Geneviève-des-Bois (France), Maison Rhodanienne de poésie, coll. Rencontres artistiques et littéraires, 1993, 64 p.  (ISBN 2-7245-0081-4)
- La Dernière fois, Trois-Rivières, Écrits des forges, 1989, 66 p.  (ISBN 2890461718)
- Cris et palpitations, Montréal : Humanitas-nouvelle optique, 1989, 87 p.  (ISBN 2893960170)
- Les Héliotropes, Montréal, Editions Elcée, 1985, 100 p.  (ISBN 2980049905)

### Romans et nouvelles
- Moi, George Sand...ou Nouvelle histoire de ma vie, ville, Carte blanche, 2020, 256 p.  (ISBN 978-2-89590-407-6)
- J’ai une surprise pour toi, Paris, You Feng, 2017, 269 p.  (ISBN 9782842797546)
- L'œuf à deux jaunes, Soisy-sur-Oise, Editinter, 2006,  (ISBN 2-35328-007-2)
- Saisons d'amour, Montréal,  XYZ éditeur, 2006, 325 p.  (ISBN 2-89261-446-5)
- Wo ai ni - des nouvelles de Chine, Montréal, Adage, Collection Montaigne, 2004, 140 p.  (ISBN 2-921956-21-7)
- Le rideau jaune, Brossard, Humanitas, 2001, 269 p.  (ISBN 2-89396-216-5)
- Maleka, Montréal, Beaumont, 2000, 139 p.  (ISBN 2-89551-016-4)
- L'Italie est ailleurs - récits, contes et nouvelles, Brossard, Humanitas, 1997, 136 p.  (ISBN 2-89396-158-4)
- À l'encre de Chine - nouvelles, Montréal : Humanitas, 1994, 141 p.  (ISBN 2-89396-092-8)
- Affaire classée - nouvelles, Montréal : Humanitas nouvelle optique, 1992, 99 p.  (ISBN 2893960677)
- Nouvelles en couleurs, Montréal, Éditions de la Marquise, Collection Libre-Horizon, 1985, 319 p. (ISBN 2892960142)

### Littérature jeunesse
- Chèvres et loups (illustré par Béatrice Leclercq), Montréal, Hurtubise HMH, Collection Plus, 1996, 70 p.  (ISBN 2-89428-131-5)  (Pour enfants de 7 à 10 ans)

### Essais
- Conversations avec mes pairs, Montréal, Carte blanche, 2018, 218 p.  (ISBN 9782895903598)
- De Pékin à Beijing, souvenirs à la carte, Beijing, China Intercontinental Press, 2016, 105 p.  (ISBN 978-7-5085-3478-7)
- L’éducation en Chine – un site en construction, Beijing, Éditions en langues étrangères (FLP), 2015, 236 p.  (ISBN 978-7-119-09419-9)
- Ces gens merveilleux de Mongolie intérieure, Beijing : FLP, 2010, 265 p.  (ISBN 978-7-119-06503-8)
- Pays en fêtes, Beijing, China Intercontinental Press, 2009, 132 p.  (ISBN 978-7-5085-1618-9)
- Ces gens merveilleux du Guangxi, Beijing : FLP, 2008, 276 p.  (ISBN 978-7-119-05566-4)
- Ces gens merveilleux du Ningxia, Beijing : FLP, 2008, 276 p.  (ISBN 978-7-119-05472-8)
- Ces gens merveilleux du Xinjiang, Beijing : FLP, 2008, 276 p.  (ISBN 978-7-119-05179-6)
- Et si nous parlions de la Chine, Beijing : FLP, 2008, 303 p.  (ISBN 978-7-119-05215-1)
- Vivre la Chine à ma façon, Beijing, Éditions en langues étrangères (FLP), 2007, 291 p.  (ISBN 978-7-119-04801-7)
- Mille facettes de Chine, Beijing, Éditions en langues étrangères (FLP), 2006, 303 p.  (ISBN 7-119-03215-1)
- Ma Chine au quotidien, Beijing, Éditions en langues étrangères (FLP),  2005, 328 p.  (ISBN 7-119-03810-9)
- Propos d'une étrangère en Chine, Beijing, Éditions langues étrangères (FPL), 2002, 243 p.  (ISBN 7-119-02938-X)
- Grand comme le monde, Beijing, China Intercontinental Press, 2002, 218 p.  (ISBN 7-5085-0097-0)
- Correspondance de Beijing, 1991-1997 (préface d'André Carpentier), Montréal : XYZ, 2000, 258 p.  (ISBN 2-89261-284-5)
- La Chine, telle que je la vis, Brossard, Éditions Littérature chinoise et Humanitas, 1998, 375 p.  (ISBN 2-89396-172-X)

## Prix et honneurs
- 1988: lauréate du prix San Giuliano, Milan pour L’Ultima Fede[1]
- 1988: lauréate du prix Anne de la Vigne de la Société culturelle Québec-Normandie[1]
- 1990: lauréate du prix Il Trovatore, Sicilepour Vorrei [1]
- 1992: lauréate du prix Città di Ragusa pour Amore di porcellana [1]
- 1993: lauréate du Premier prix du Grand Prix littéraire de Laval pour Une lettre[6]
- 1996: lauréate du Premier prix de poésie du 2e Concours international de l’édition d’art La Sauvagine[1]
- 1998: lauréate du prix Trofeo Mediterraneo de l’Académie internationale des Micenei (Calabre)[1]
- 2002: lauréate du prix de l’Altéralité pour Pays inconnu / Paese sconosciuto
- 2003: lauréate du prix Poésie « exotique » du CEPAL de Thionville[6]
- 2004: lauréate du prix international de poésie S. Domenichino (Marina di Massa), prix réservé aux poètes italiens hors d’Italie, pour Il Domani[6]
- 2006: lauréate du Prix d'édition de la ville de Dijon pour le recueil de poésie Voyage [1]
- 2006: lauréate du Prix d'édition du recueil de nouvelles L'œuf à deux jaunes, Editinter[1]
- 2008 : lauréate du Mot d’Or de la francophonie, avec Yan Hansheng, pour la traduction du roman chinois Le Totem du loup[1]
- 2015 : lauréate du Special Book Award of China[1]